# コンチネンタル・イリノイ銀行
コンチネンタル・イリノイ銀行は、かつて存在したアメリカの銀行。

## 概要
1970年代初頭から、ロジャー・アンダーソン会長の下拡大路線を邁進、最盛期には預金量で全米7位を誇った。しかし急成長の代償として内部管理が疎かとなり、1980年代に入ると折からの景気後退、1984年5月に破綻したペン・スクエア銀行から購入していた債権（1970年代から80年代の石油ブームに乗ったオクラホマ州やテキサス州の投資家、製油業者への債権。当該債権は融資審査が適切に行われておらず、後に融資責任者の副社長ジョン ライトルが危険なローンの承認により58万5千ドルのキックバックを受けていたことが判明、225万ドルを詐取して融資したと扱われ有罪判決を受け3年半収監された。）の劣化などから経営が悪化、[982年は大幅な減益決算となる。アンダーソンは退陣し、副会長のデヴィッド・テイラーが会長職に昇任したが、同行の経営危機の噂は広がり、1984年5月、現金自動預払機（ATM）を通じた巨額の預金引出しが発生、危機が表面化した。

## 政府による救済
同行はシカゴ連銀や他の大手銀行から緊急融資を受けたものの焼け石に水であった。通貨監督庁、連邦準備制度理事会、連邦預金保険公社などの行政当局が協議した結果、5月17日、連邦預金保険公社等による同行の劣後債引受け、民間銀行によるクレジット・ラインの設定が決定されたほか、連邦預金保険公社は同行の預金の全額保護を宣言、連邦準備制度理事会も流動性供給に全面的に協力する旨を表明した。
その後、同行の処理策検討が本格化したが、合併や営業譲渡の受け皿となる金融機関は現れなかった。連邦準備制度理事会議長ポール・ボルカーは、同行をいわゆるペイオフなどにより破綻処理すれば他の金融機関への影響が甚大であるとして、同行を破綻させずに救済する、いわゆるオープンバンク・アシスタンスを強く主張した。政府による大手金融機関の全面救済には強い批判が予想されたものの、結局7月26日、連邦預金保険公社による簿価45億ドルの不良債権の35億ドルでの買取り、および10億の追加出資等を内容とする救済策が公表された。
同行が政府により救済されたのは、大きすぎて潰せない（too big to fail）銀行とみなされたからであるが、この救済策は様々な批判、議論を呼び、今日まで続く論争の発火点となった。
2008年にワシントン・ミューチュアルが破綻するまで、コンチネンタル・イリノイ銀行はアメリカ史上最大の銀行破綻であった。

## 連邦預金保険公社管理の終了
その後、連邦政府が80 %の株式を持つコンチネンタル銀行となり、1994年にバンク・オブ・アメリカによって中西部への拠点拡大のため購入されるまで存続した。
なお、この破綻はBIS規制の導入されるきっかけとなった。